# Jean Meslier
Jean Meslier [žan melje] (15. červen 1664, Mazerny – 17. červen 1729, Étrépigny) byl francouzský katolický kněz a ateistický filozof. Byl předchůzcem francouzského osvícenství.

## Život
Jean Meslier se narodil v roce 1664 ve vesnici Mazerny, která leží asi 20 km jižně od města Charleville-Mézières. Jeho otec byl domácím tkalcem. Po absolvování bohosloveckého semináře v Remeši se stal roku 1688 farářem v Châlons-sur-Marne (později přejmenováno na Châlons-en-Champagne). V roce 1689 byl ustanoven farářem v obci Étrépigny, která se rozkládá asi 11 km jižně od města Charleville-Mézières. Vesnice Étrépigny měla v té době přibližně 150 obyvatel, převážně rolníků, a Meslierovi byla svěřena péče i o farníky sousední obce Balaives-et-Butz.
Do roku 1711 žil poklidně a bez konfliktů se světskou i církevní vrchností a plnil svědomitě své povinnosti. V dalších letech si však znepřátelil arcibiskupa v Remeši, který o Meslierovi napsal: „Je nevzdělaný, domýšlivý, velmi umíněný a neústupný..., plete se do věcí, kterým nerozumí...“ V roce 1716 začínají jeho konflikty se šlechticem Antoinem de Touilly, který byl pánem vesnice Étrépigny. Proti panu de Touilly vystoupil Meslier s obviněním, že krutě zachází se sedláky, a z kazatelny káral jeho chování. Pan de Touilly si stěžoval arcibiskupovi a obvinil Mesliera, že zanedbává své povinnosti. Při slyšení u arcibiskupa Meslier přečetl předem napsanou ironickou řeč proti šlechtě. Byl potrestán jednoměsíční izolací v remešském semináři.
V posledních letech svého života plnil Meslier své kněžské povinnosti zřejmě již jen s krajní nechutí. Ve své Závěti o tom píše:
Byl jsem nicméně nucen poučovat vás o vašem náboženství a alespoň někdy vám o něm promluvit, abych na oko splnil svou povinnost, kterou jsem na sebe vzal jako farář vaší farnosti. A přitom mě velmi trápila nepříjemná nutnost jednat a mluvit úplně proti svým názorům a sám vás udržovat v hloupých omylech a nesmyslných pověrách, které jsem nenáviděl, odsuzoval a z duše si ošklivil.
Jean Meslier, Závěť
Meslier žil na venkově a neměl téměř žádné styky s intelektuálním světem. I když měl ve své knihovně po ruce jen omezené množství knih, nebyl nevzdělaným člověkem. Ve svém díle cituje nejen bibli a církevní otce, zvláště Augustina, ale také řadu antických autorů: Ovidia, Vergilia, Lúkiana, Livia, Tacita, Senecu, Plútarcha, Lucretia. Bohoslovecký seminář seznámil Mesliera s francouzskou teologii i s francouzskou filozofií 16. a 17. století a je též pravděpodobné, že byl obeznámen s Baylovým slovníkem. Velkou autoritou pro něj byl Michel de Montaigne, kterého ve svém díle mnohokrát cituje.
Jean Meslier zemřel ve své farnosti v roce 1729; všechen svůj majetek odkázal farníkům.
| „              | Žádné války nejsou tak krvavé a kruté jako ty, které se vedou kvůli náboženství a pod jeho záminkou... | “ |
| — Jean Meslier | |   |

Své překvapivě radikální sociálně kritické a materialistické názory se za svého života neodvážil zveřejnit. Zanechal je až ve své Závěti.

## Dílo

### Le Testament(Závěť)
V Meslierově pozůstalosti se našel objemný rukopis, adresovaný farníkům a nesoucí název Závěť (Le Testament). Tento rozsáhlý spis o třech dílech má celkem 99 kapitol. Není datován, ale lze usuzovat, že jde o práci posledních let jeho života a že ji dokončil krátce před svou smrtí.
Na první stránku Závěti Meslier napsal:
Zápisky myšlenek a soudů kněze Jeana Mesliera ... o některých zlořádech a bludech v mravech a chování lidí, které jasně a přesvědčivě dokazují nepravdivost a lživost všech božstev a náboženství světa. Jeho myšlenky a soudy jsou po jeho smrti určeny jeho farním osadníkům, aby jim a jejich bližním posloužily jako svědectví pravdy.
Jean Meslier, Závěť
Předmluva začíná slovy:
Drazí přátelé, nemohl jsem říci otevřeně, dokud jsem žil, jak jsem smýšlel o počínání lidí a o vládě nad nimi, o jejich náboženstvích a mravech; mělo by to příliš nebezpečné a nepříjemné následky; proto jsem se rozhodl, povědět vám to, až zemřu.
Jean Meslier, Závěť
V Závěti autor dokazuje, že náboženství je nástrojem útisku, že odporuje rozumu, že ospravedlňuje bezpráví. Všechna náboženství jsou jen výmysly, klam, který slouží mocným a má snadněji udržet lid na uzdě. Vznáší námitky proti věrohodnosti evangelií, bible, zázraků a proroctví. Tvrdí, že křesťanská morálka je v rozporu s rozumem i s přirozeným právem.
Meslier brojil proti šlechtě a jiným „povalečským stavům", např. proti zbytečným mnichům, kteří se neživí poctivou prací. Zastával názor, že všichni lidé jsou si od přírody rovni, a odsuzoval ty, kteří žijí na účet druhých, především šlechtice, které přirovnával k hmyzu, jenž se živí z těl a krve jiných. Se sympatiemi se Meslier vyslovil o přání „jednoho člověka", aby všichni urození byli za své ničemnosti „pověšeni a zardoušeni střevy kněží".
Kritizoval také soukromé vlastnictví a propagoval majetkové společenství, ale nevyložil podrobně, jak by se k němu mělo dospět. Odmítal nerozlučitelnost manželství a soudil, že na nešťastná manželství doplácejí nejvíce děti z nich vzešlé. Rozhodně se vyslovoval pro odstranění monarchie a vyznával platonský ideál, dle kterého má být stát řízen nejmoudřejšími.
Dle Meslierova názoru může být tyranie králů, šlechty a kněží odstraněna jen násilnou revolucí. Proto doporučoval i královraždu a nadšeně opěvoval „šlechetné vrahy tyranů", které znaly minulé věky, např. Bruta a Cassia. Vytýkal svým současníkům, že nechávají žít tyrany a že „nadobro nesvrhnou hanebné jařmo jejich násilnické vlády". Lidé si dle Mesliera zvykli na otroctví a nepomýšlejí na to, aby si znova vydobyli svobodu.
Meslier vyvracel důkazy Boží existence a hlásal, že hmota, čas, prostor a zákonitosti přírody nemohly být stvořeny Bohem, ale jsou věčné. Polemizoval s Fénelonem a celé kapitoly věnoval vyvrácení Descartesovy a Malebrancheovy filozofie. Stavěl se proti Destartesovu dualismu hmoty a ducha. Popíral nesmrtelnost duše, myšlení chápal jen jako pohyb a proměnu hmoty.
Celkově lze konstatovat, že Meslier nebyl jen ateistou, materialistou a radikálním kritikem náboženství, ale – řečeno slovy profesora Vozky – „mluva Meslierova byla řečí buřiče, který neměl ve své době sobě rovného“.
Meslierova Závěť není dílo stylově vytříbené. Výklad je rozvláčný, neuspořádaný, mnohé se opakuje, citáty jsou někdy uváděny nepřesně. Autor již zřejmě neměl čas a sílu provést konečnou redakci a snad ani nepředpokládal, že by jeho práce mohla být někdy otištěna. Voltaire konstatoval, že Závěť je „napsána s těžkopádnou prostotou" a že „je to psáno stylem kočárového koně, ale takového, který pořádně vyhazuje!"
| „              | Náboženství podporuje i to nejhorší politické zřízení, a naopak státní zřízení zase podporuje i to nejhloupější a nejzpozdilejší náboženství, jaké existuje. | “ |
| — Jean Meslier | |   |

### Osudy MeslierovyZávěti
Již v roce 1730, tedy krátce po Meslierově smrti, se po Francii začínají šířit rukopisné opisy textu Závěti, samozřejmě především v kruzích volnomyšlenkářů. Několik těchto rukopisných exemplářů se uchovalo v různých knihovnách. Jeden z rukopisů se nakonec dostal do rukou i Voltairovi a ten byl dílem nadšen. Svému příteli Voltaire dne 16. 2. 1762 napsal: „Je to dílo, bez něhož se neobejdou démoni, výtečný katechismus Belzebuba. Věřte, že je to velmi vzácná kniha, je to poklad."
Voltaire pořídil stručný výtah ze Závěti a v roce 1762 zařídil jeho anonymní vydání v Ženevě; pak následovala další vydání. Tak vyšla Závěť poprvé tiskem, byť jen v neúplné podobě. Výtisky ovšem mohly být rozšiřovány pouze tajně, neboť církev i stát toto dílo odsoudily. Rozhodnutím pařížského parlamentu byla Závěť dne 8. 2. 1775 spálena rukou katovou.
Voltairův výtah je velmi stručný (63 stran, tj. asi desetina nezkráceného textu) a čerpá jen z prvního dílu Závěti. Soustřeďuje se na kritiku křesťanského náboženství, na pasáže, kde Meslier odhaluje pokrytectví a chamtivost kněží. Voltaire jako deista nezahrnul do výtahu místa, která svědčí o Meslierově ateismu a materialismu, ani jeho myšlenky společensko-politické. V dopise jednomu ze svých přátel Voltaire o Meslierovi napsal: „Jeho dílo je příliš dlouhé, příliš únavné a také příliš buřičské; ale výtah z něho je krátký a obsahuje všecko, co v originále zasluhuje být čteno...".
Meslierova Závěť neovlivnila jen Voltaira, ale i další osvícence, především Holbacha. Za Velké francouzské revoluce, kterou Meslier svými myšlenkami pomáhal připravovat, byly jeho zásluhy připomenuty v dekretu Národního konventu ze dne 17. listopadu 1793, v němž se praví, že Meslier byl prvním knězem, „který měl odvahu otevřeně se zříci náboženských bludů."
Celá a nezkrácená Meslierova Závěť byla vydána tiskem až roku 1864 v Amsterdamu. Vydal ji holandský volnomyšlenkář Rudolf Charles podle jednoho ze zachovaných rukopisných opisů.
Katolická církev zařadila Závěť Jeana Mesliera (Testament de Jean Meslier) dekretem ze dne 8. července 1765 na Index zakázaných knih.

### České vydání
- MESLIER, Jean. Závěť. Přeložil Vladimír Mikeš. Praha: Státní nakl. politické literatury, 1960. 720 s.
  - Jde o úplný text Závěti, překlad byl pořízen z vydání Rudolfa Charlese z roku 1864. V knize jsou dále mj. otištěny i výňatky z Voltairových dopisů, které se týkají Mesliera a jeho díla.